# Little Fisher
De Little Fisher is een 15,1 kilometer lange rivier in centraal Tasmanië, Australië. De oorsprong van de rivier ligt op 1270 meter hoogte, nabij Mersey Crag. De rivier mondt uit in de Fisher.